# 藤井裕
藤井 裕（ふじい ゆう、1952年2月9日 - 2014年10月16日）は、広島県呉市出身、大阪府育ちのベーシスト。

## 来歴
1973年 - 上田正樹とサウス・トゥ・サウス結成
1975年 - Bourbonよりデビュー。
1976年 - 7月、上田正樹とサウストゥサウス解散。
1978年 - 石田長生らと「GAS」を結成。
1980年頃 - 石田長生、正木五郎らとTHE VOICE&RHYTHMを結成。
1986年 - 上京。
1992年 - 金子マリらと「MAMA」を結成。
1995年 - 期間限定バンド、ヒューストンズに参加。
1996年 - 忌野清志郎 Little Screaming Revueに参加。有山じゅんじ、高橋ロジャー和久と「TE-CHILI」を結成。
2000年 - ラフィー・タフィーを結成。
2001年 - 町田康、高橋ロジャー和久と、ミラクルヤングを結成。
2002年 - 正木五郎と、FUJIMASAを結成。
2007年 - 6月、忌野清志郎プロデュースによる、初のソロアルバム「フジーユー」リリース。
2014年 - 10月16日、食道がんのため死去。享年62。